# Onafhankelijke Post en Telecommunicatie Autoriteit

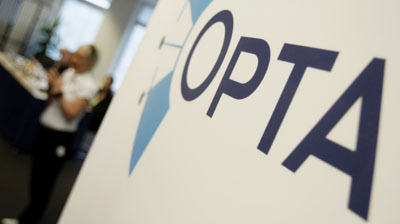
Logo van de OPTA

De Onafhankelijke Post en Telecommunicatie Autoriteit (acroniem OPTA) is een voormalige onafhankelijke instantie, die in Nederland toezag op de naleving van de wet- en regelgeving op het gebied van telecommunicatie. De OPTA viel onder het ministerie van Economische Zaken, waarbij formeel de rolverdeling was dat het Directoraat-Generaal Telecommunicatie en Post het beleid maakte en OPTA dat uitvoerde. De OPTA was gevestigd in Den Haag.

## Geschiedenis
De OPTA ging van start op 1 augustus 1997. Van 1997 tot augustus 2005 was de Delftse hoogleraar Jens Arnbak voorzitter van het college van OPTA. Vanaf augustus 2005 was advocaat Chris A. Fonteijn, partner bij het juridisch kantoor NautaDutilh, voorzitter van dit college.
De OPTA werd ongeveer gelijktijdig met de liberalisering van de Nederlandse telecommunicatie opgericht. Tot de zomer van 1997 was KPN (eerder de PTT) monopolist op een groot deel van de telecommunicatiemarkt in Nederland. Alleen voor mobiele telefonie was er al enige concurrentie. Om te voorkomen dat nieuwe partijen geen kans zouden maken, werd de OPTA in het leven geroepen. Omdat de Nederlandse Staat destijds grootaandeelhouder was in KPN en door middel van het gouden aandeel zelfs besluiten kon vetoën, was de OPTA van het begin af aan volkomen onafhankelijk.
Per 1 april 2013 ging de OPTA op in de Autoriteit Consument & Markt (ACM). De ACM komt voort uit de samenvoeging van de Consumentenautoriteit, de NMa en OPTA.

## Bevoegdheden
De OPTA had de volgende bevoegdheden:
- Het aanwijzen van aanbieders met aanmerkelijke marktmacht
- Het beslechten van geschillen tussen aanbieders
- Goedkeuren van interconnectie- en eindgebruikerstarieven
- De uitgifte van telefoonnummers
- De bescherming van de privacy
- Het toezicht op de postconcessie van PostNL
- Het inwinnen van inlichtingen en het inzien van stukken
- Regels stellen bij geschillen tussen aanbieders
- Boetes opleggen bij overtreding van de wet, bijvoorbeeld aan overtredingen bij het zenden van ongewenste spam of sms-berichten
- Dwangsommen opleggen om naleving van wettelijke verplichtingen af te dwingen
- Als daar aanleiding toe is eerder uitgegeven telefoonnummers intrekken

Tegen besluiten van de OPTA kon in beroep worden gegaan bij de bestuursrechter.

## Relatie met KPN, andere telecombedrijven en de politiek
Enkele malen zijn er conflicten geweest tussen de OPTA en KPN. KPN beschuldigde de OPTA er meerdere malen van als enige doel te hebben KPN kleiner te maken. Een veelgebruikt argument van KPN was dat de concurrenten van KPN (zoals Tele2, Vodafone en T-Mobile Nederland) geen kleine partijen waren die de hand boven het hoofd gehouden moesten worden. Ook maakte KPN zich sterk voor invoering van regulatie door de OPTA van de kabelsector, om op die manier toegang te krijgen tot het kabelnetwerk.
De concurrenten van KPN vonden de OPTA vaak te weinig slagvaardig. Zes jaar na het volledig opengaan van de telecommunicatiemarkt was KPN nog steeds een zeer dominante speler. Het veroveren van een positie op de markt was moeilijk gebleken, niet in de laatste plaats doordat KPN steeds bij de bestuursrechter in beroep kon gaan tegen besluiten van de OPTA (en deze beroepen ook regelmatig won).
De politiek heeft meermalen aangegeven dat de OPTA meer tanden moest krijgen. Naar aanleiding van een escalatie van de ruzie tussen KPN en de OPTA in augustus 2003 pleitten de woordvoerders van de meeste partijen in de Tweede Kamer voor meer slagkracht en bevoegdheden van de OPTA. 

## Postmarkt
De OPTA had ook bevoegdheden op de Nederlandse postmarkt. Deze is grotendeels in handen van PostNL (het voormalige, TNT/TPG/PTT Post).

## Kabel
Tot slot behandelde de OPTA geschillen over toegang tot de kabel en geschillen over het gedogen van het (ver)leggen, onderhoud en het opruimen van kabels voor communicatienetwerken.

## Europa
De OPTA fungeerde als nationale reguleringsautoriteit in het kader van het Europees telecommunicatierecht.